# Kärsta och Bredsdal
Kärsta och Bredsdal est une localité de la commune de Västerås dans le comté de Västmanland et de la commune d'Enköping dans le comté d'Uppsala en Suède.
Sa population était de 226 habitants en 2019.